# Orion the Hunter
Orion the Hunter fue una banda estadounidense de hard rock fundada en 1984 y conformada por Fran Cosmo, Barry Goudreau, Michael DeRosier y Bruce Smith, siendo los tres primeros exintegrantes de Boston y Heart.  En la agrupación participó también Brad Delp como vocalista y compositor.

## Historia
Después de la salida de Barry Goudreau de Boston, este optó por formar una nueva banda que se llamaría Orion the Hunter en 1984.  Al principio, Goudreau pensó en titular al grupo Orion, pero debido a presiones legales por parte de Orion Records, no hubo más opción que cambiar el nombre.  Anteriormente, Goudreau había grabado un disco en solitario con ayuda de Brad Delp, que recibió algo de atención por parte del público. Ya con otra idea en mente, Goudreau contactó al cantante Fran Cosmo —quién participó en el proyecto solista antes mencionado—, el bajista Bruce Smith y Michael DeRosier, exbaterista de Heart.
Orion the Hunter firmó contrato con Portrait Records y publicó su álbum debut homónimo en 1984, en el cual colaboró Delp.  Dicho lanzamiento logró cierto reconocimiento, pues alcanzó el puesto 57.º en el Billboard 200, en tanto el sencillo «So You Ran» se ubicó en la 58.ª posición en los listados de popularidad estadounidenses.  En 1985, cuando la banda estaba por iniciar grabaciones para una segunda producción discográfica, se desintegró.

## Discografía

### Álbum
| Año  | Nombre           | Posicionamiento en el Billboard 200 |
| ---- | ---------------- | ----------------------------------- |
| 1984 | Orion the Hunter | 58.º                                |

### Sencillos
| Año  | Nombre       | Posicionamiento en el Billboard Hot 100 |
| ---- | ------------ | --------------------------------------- |
| 1984 | «So You Ran» | 59.º                                    |
| 1984 | «Joanne»     | —                                       |

- Existen algunas canciones que serían numeradas en el segundo disco de Orion the Hunter que nunca salió al mercado, las cuales se encuentran en el canal de Fran Cosmo de YouTube.

## Formación

### Orion the Hunter
- Fran Cosmo — voz principal y guitarra rítmica.
- Barry Goudreau — voz principal, guitarra líder, guitarra rítmica, guitarra slide y coros.
- Bruce Smith — bajo y coros.
- Michael DeRosier — batería.

### Músicos adicionales
- Brad Delp — coros.
- Lennie Petze — guitarra.
- John Schuller — teclados, órgano y mellotrón.
- Jimmy Bralower — teclados y sintetizadores.
- Peter Wood — piano, sintetizador Moog y sintetizador Prophet.
- Steve Baker — piano.